# Bálsamo
Bálsamo är en kommun i Brasilien.   Den ligger i delstaten São Paulo, i den södra delen av landet, 600 km söder om huvudstaden Brasília. Antalet invånare är 8 160. Arean är 151 kvadratkilometer.
Terrängen i Bálsamo är platt.
Omgivningarna runt Bálsamo är en mosaik av jordbruksmark och naturlig växtlighet. Runt Bálsamo är det ganska tätbefolkat, med 96 invånare per kvadratkilometer.